# 石敬平
石敬平（1916年—1990年），原名李梓荣，男，湖南浏阳人，中华人民共和国军事人物，中国人民解放军少将。